# Школа № 207 (Санкт-Петербург)
ГБОУ «Сре́дняя общеобразова́тельная шко́ла № 207» — школа в Санкт-Петербурге с углубленным изучением английского языка.

## История
Школа 207 основана в 1936 году. Во время блокады оставалась одной из десяти ленинградских школ, продолжавших работу. До 1944 года школа именовалась общеобразовательной средней школой № 2 Куйбышевского района, затем в название было добавлено слово «мужская», так как школа вошла в систему раздельного обучения. Но такой школа пробыла недолго — последний «мужской» выпуск относится к 1955 году.
В 1956 году вновь изменился школьный статус, с этого момента она называется «общеобразовательная школа с углублённым изучением английского языка № 207». В 50-е годы школа № 207 была одной из первых в Ленинграде, где предпринимались попытки преподавания общеобразовательных предметов на английском языке.
В начале 90-х годов школа первой в Санкт-Петербурге приняла собственный устав и учредила совет из сотрудников и представителей родителей. Был создан фонд родительского комитета школы, из которого черпались средства на приобретение учебников, дополнительной литературы и оборудования. В сложный финансовый период, как сообщал бывший директор школы Вячеслав Коровкин, из школы, где удалось сохранить хорошие условия для преподавания, не ушёл ни один учитель. Позже был создан попечительский совет школы, куда, наряду с представителями родителей, вошли политики и представители бизнеса. В 2007 году попечительский совет возглавлял бывший вице-премьер Российской Федерации Ю. Ф. Яров. Школа № 207 является лидером в Санкт-Петербурге по привлечению родителей к вопросам управления, опыт проведения ежегодной общешкольной конференции был представлен на Всероссийской конференции «Лучшие практики общественного участия в формировании и реализации политики в сфере образования».
После объединения со школой № 220 выросло количество учащихся школы № 207. Количество классов в параллели увеличилось с двух до четырёх. В 2007 году школа № 207 стала победителем конкурса инновационных школ, получив премию в размере миллиона рублей, а по результатам ЕГЭ вошла в число 30 лучших из 771 школы Санкт-Петербурга.

## Педагогический состав
В конце 2020 года свой пост покинул Коровкин Вячеслав Юрьевич.  На его место было назначена временно исполняющая обязанности директора — Шептовицкая Ольга Алексеевна. С мая 2021 года у школы появился новый директор - Крошихин Алексей Геннадьевич
Многие учителя были удостоены правительственных наград и званий[уточнить]: Подвязникова П. А.(работавшая с 1936 года), Шаповалова М. И.(с 1944), Носова Н. И.(с 1936), Григорьева О. П.(70-80-е гг.), Басова С. С.(70-90-е гг.), Шептовицкий С.М. (с 70-х по сей день), Миронова В.Б. (с 70-х по сей день).

## Известные выпускники
| Выпускник                       | Годы жизни   | Краткая информация                                                            |
| ------------------------------- | ------------ | ----------------------------------------------------------------------------- |
| Антипин, Мавр Васильевич        | 1921-2004    | Доктор технических наук, ректор ЛИКИ                                          |
| Бехтерева Наталья Петровна      | 1924-2008    | Выдающийся советский и российский нейрофизиолог. Автор новой научной школы.   |
| Гольданский Виталий Иосифович   | 1923-2001    | Крупный исследователь химической кинетики, а также химии низких температур.   |
| Чепуров Анатолий Николаевич     | 1922-1990    | Поэт.                                                                         |
| Рымкевич Андрей Павлович        | 1923-1993    | Выдающийся физик-педагог, кандидат физических наук.                           |
| Лапин Изяслав Петрович          | 1930-2012    | Врач, психофармаколог, писатель.                                              |
| Выгодский Рувим Григорьевич     | 1923-2008    | Диктор Всесоюзного радио.                                                     |
| Меньшиков Лев Николаевич        | 1926-2005    | Крупный востоковед-китаист, переводчик. Доктор филологических наук, профессор |
| Донскова Любовь Григорьевна     | 1942-до н.д. | Заслуженная артистка России.                                                  |
| Пицхелаури Георгий Шалвович     | 1961-до н.д. | Актер театра и кино.                                                          |
| Баконина Марианна Станиславовна | 1964-до н.д. | Журналистка и телеведущая.                                                    |
| Владимирова Варвара Игоревна    | 1968-до н.д. | Актриса театра и кино.                                                        |
| Васин Василий Владимирович      | 1972-до н.д. | Известный рок-музыкант, лидер группы "Кирпичи".                               |
| Гребенщикова Алиса Борисовна    | 1978-до н.д. | Актриса театра и кино.                                                        |

## Связи с иностранными школами
На данный момент в школе №207 проводятся культурные обмены со школами в Италии и Нидерландах.
Каждый обмен включает в себя неделю проживания в семье по обмену вашего партнера, а также неделю приема вашего партнера в вашей семье в России.
9 классы - обмен с школой в Роттердаме (Emmauscollege).
Стоимость: примерно 35-40 тысяч рублей.
10 классы - обмен с школой в Риме (Liceo Scientifico Statale Isacco Newton).
Стоимость: 50 тысяч рублей.

## Элективный курс в школе
С 9 класса у всех учеников школы начинается ЭК по английскому. В 9-10 классах педагогами были разработаны специальные учебники для прохождения материала.
9 класс - История Петропавловской Крепости, История Васильевского острова, Площади Санкт-Петербурга.
Экскурсии учениками проводятся только в Петропавловской Крепости.
Учебники: The Peter and Paul Fortress, The Spit of Vasilyevsky Island and the University Embankment, Ensembles of the Central Squares
10 класс - Эрмитаж.
В течение всего года ученики посещают Эрмитаж, проходят квесты по территории всего музея,составленные школой, а также слушают экскурсии на русском языке.
Учебник: The Hermitage
11 класс - Страноведение.

Существуют ЭК по другим предметам, начиная с 10 класса (зависит от потока).